# جورج تومسون (لاعب كرة قدم)
جورج تومسون (بالإنجليزية: George Thompson)‏ (1 يناير 1895 في المملكة المتحدة - ) هو لاعب كرة قدم بريطاني (وحمل سابقاً جنسية المملكة المتحدة لبريطانيا العظمى وأيرلندا) في مركز الدفاع. لعب مع نادي بيرنلي ونادي أشينغتون ‏ وRotherham County F.C. ‏.